# 蚌埠公交109路
蚌埠公交109路，是中国安徽省蚌埠市的一条公交线路，由客运北站开往客运南站，由蚌埠市公共交通集团有限公司运营、管理。

## 历史

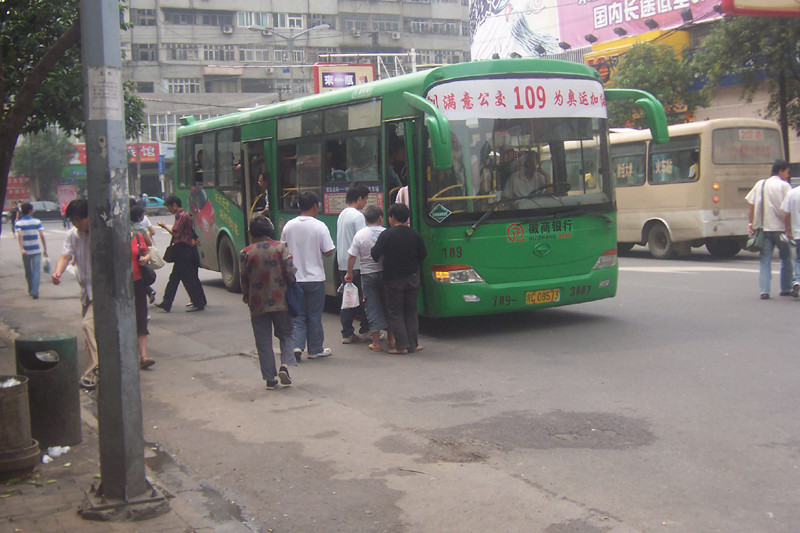
2007年109路使用的星凯龙（安凯）客车
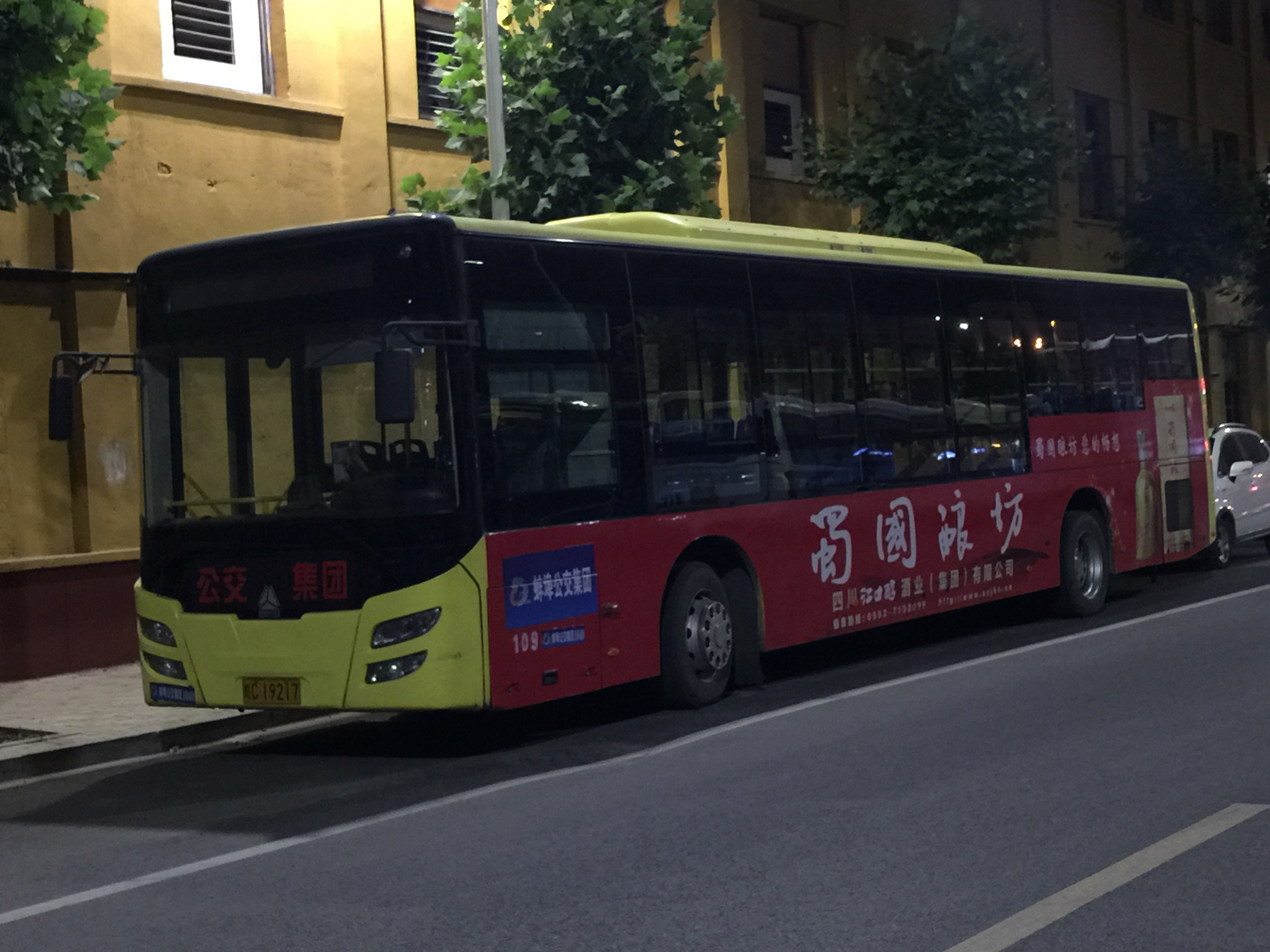
珠城巴士与蚌埠公交合并之前109路使用的黄色济南重汽豪沃天然气空调客车
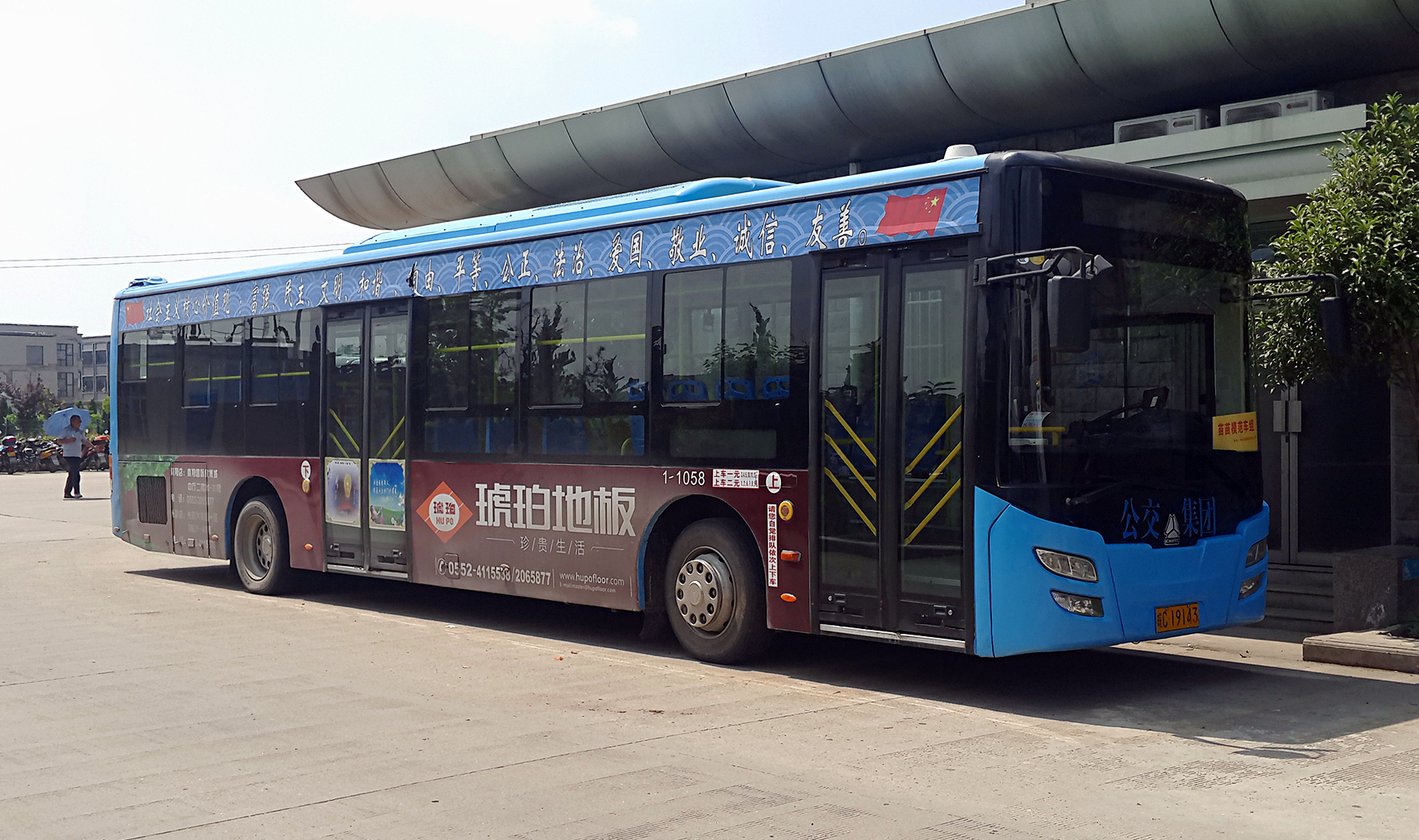
2013年109路使用的济南重汽豪沃天然气空调客车
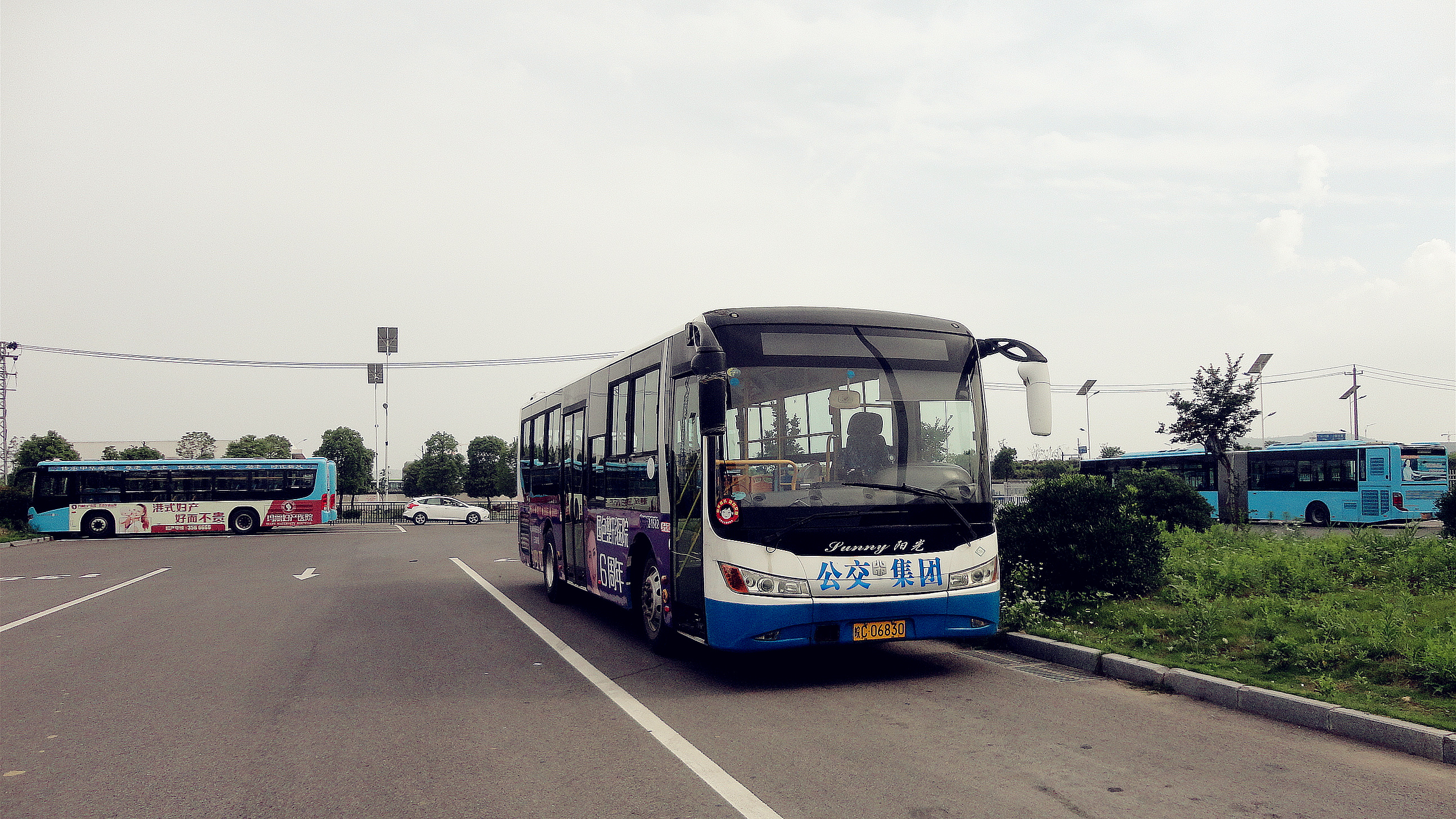
2015年珠城巴士公司被收购后109路使用的中通天然气客车
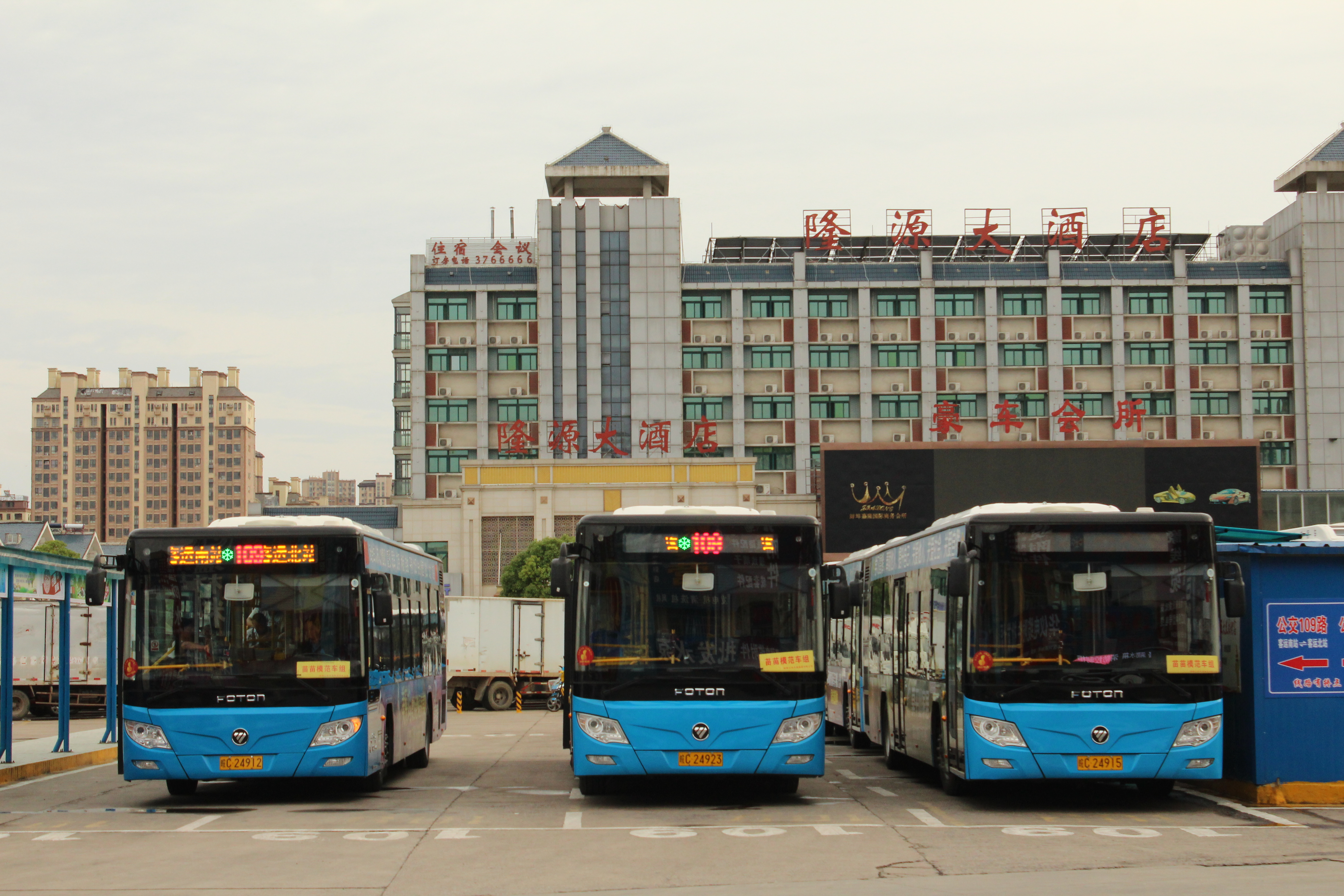
2017年109路使用的福田BJ6123PHEVCA-7型混合动力客车
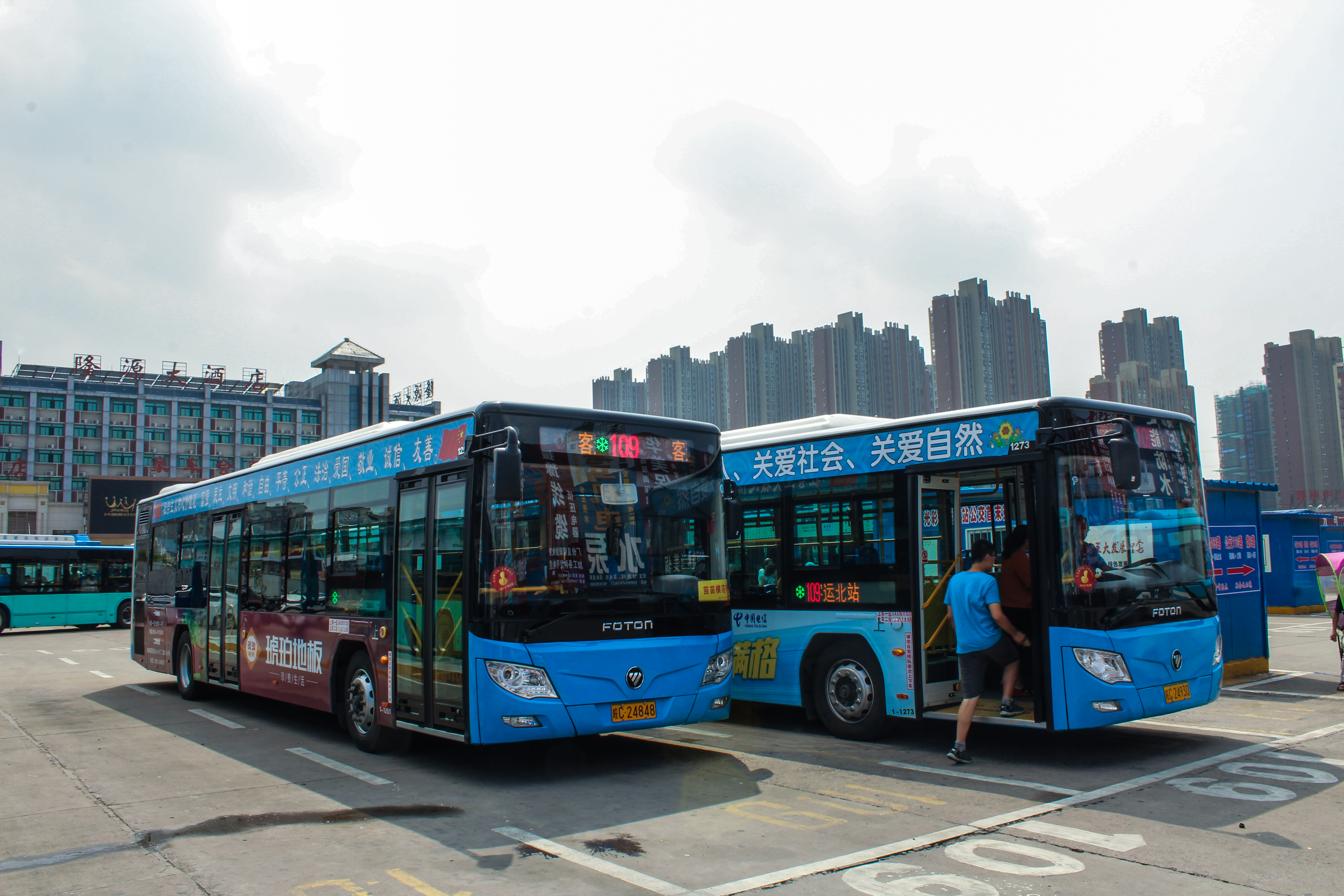
2017年109路在客运南站

- 2005年，蚌埠市珠城巴士股份有限公司注册成立，当天开通104路、106路、109路三条公交线路，其中104路、106路使用江淮HFC6100G型柴油客车，109路使用星凯龙（安凯客车）HFX6101GK09型柴油客车。[3][4][5]
- 2014年，蚌埠市珠城巴士股份有限公司购置济南重汽豪沃天然气空调客车投入109路。[6]
- 2015年，蚌埠市珠城巴士股份有限公司被蚌埠市公共交通集团有限公司全资收购，原有柴油车辆全部报废，取而代之的是中通天然气客车。[7][8]
- 2015年12月25日，蚌埠市淮河路由西向东行驶的原停靠的第二人民医院站向东迁移150米。同日，111路、109路、118路站点有所调整。[9]
- 2017年，蚌埠公交集团购置百余台福田BJ6123PHEVCA-7型混合动力空调客车半数投入109路。[10]

## 站点

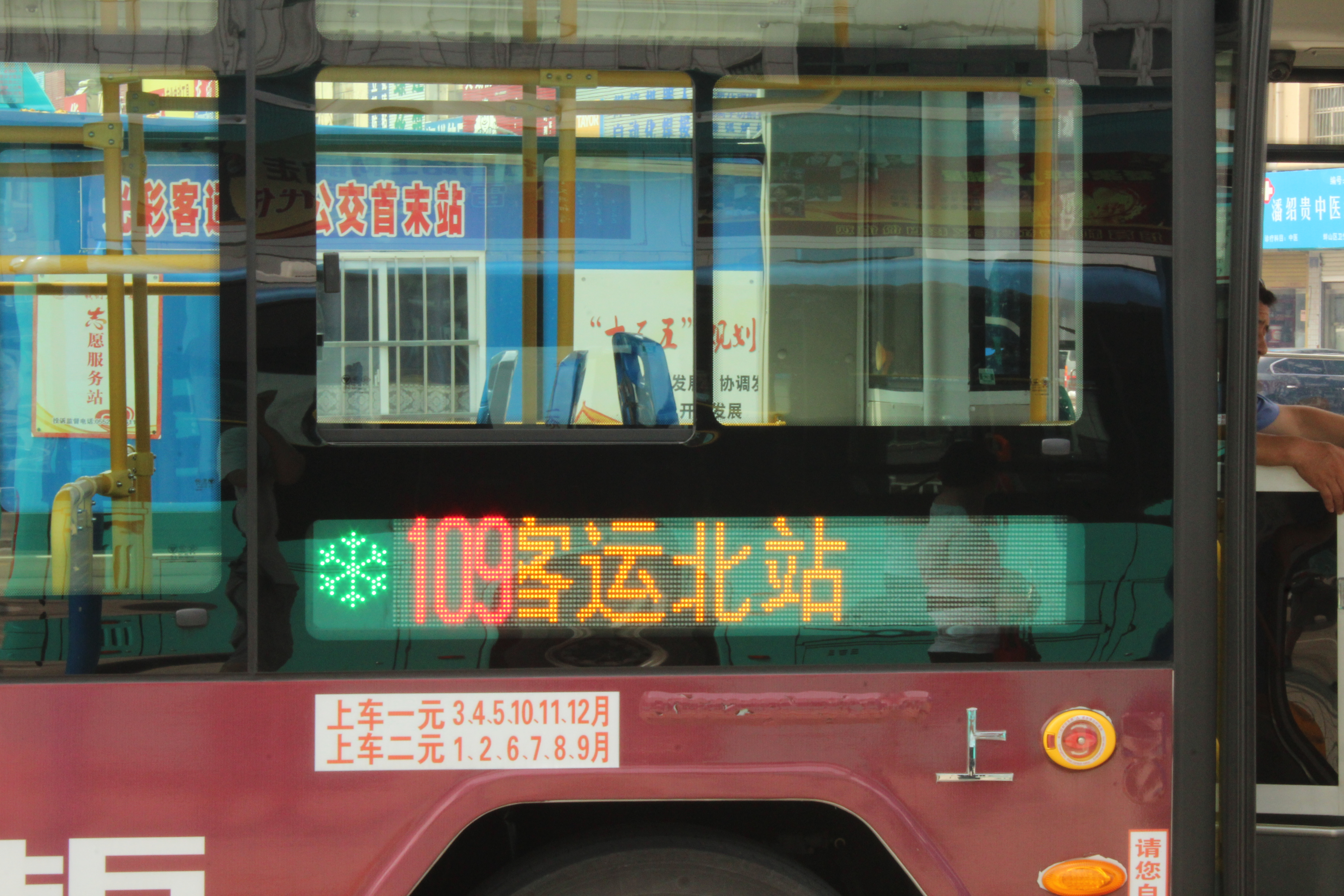
蚌埠公交109路的电子显示屏

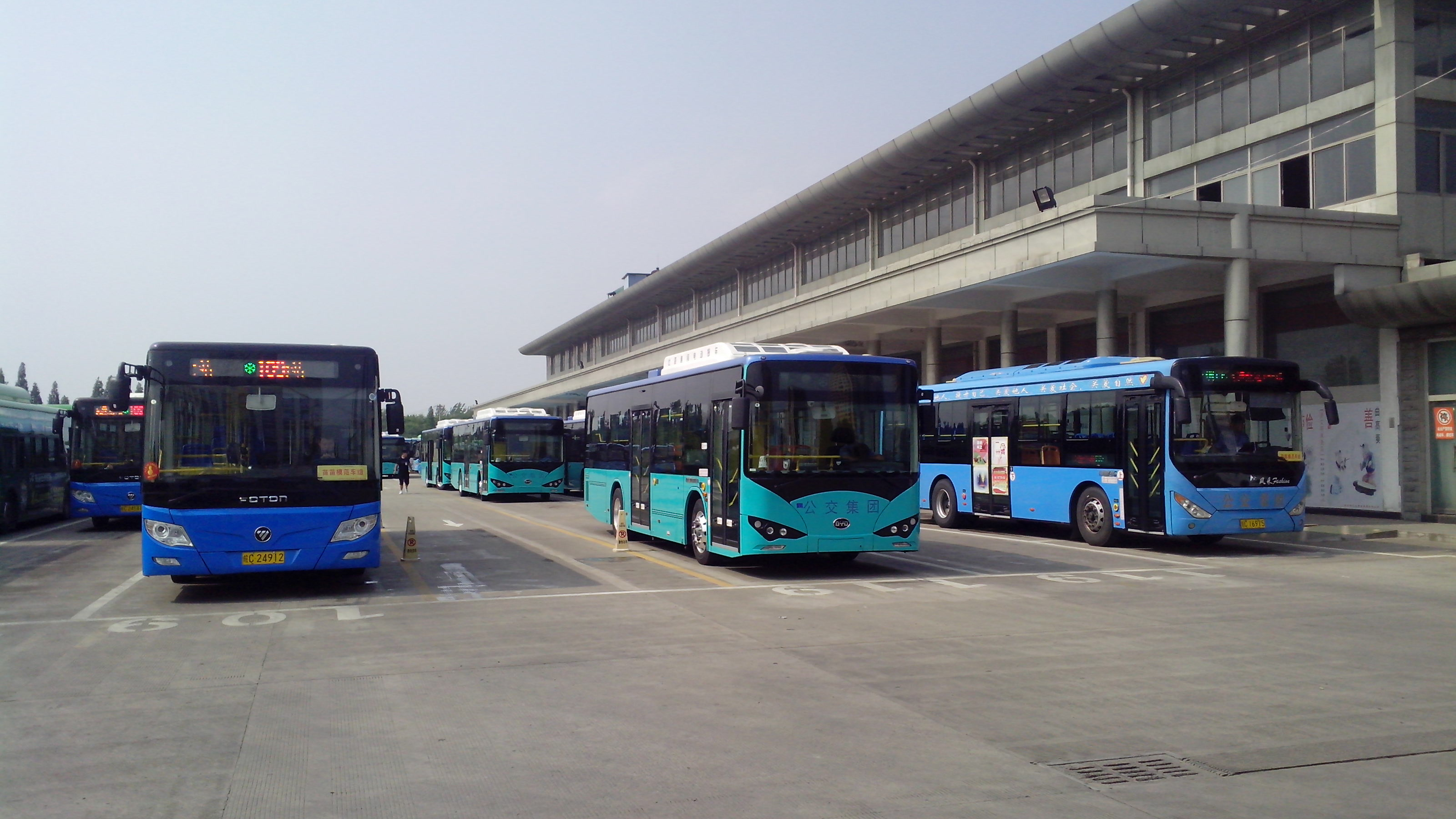
蚌埠公交109路 119路 135路在客运北站

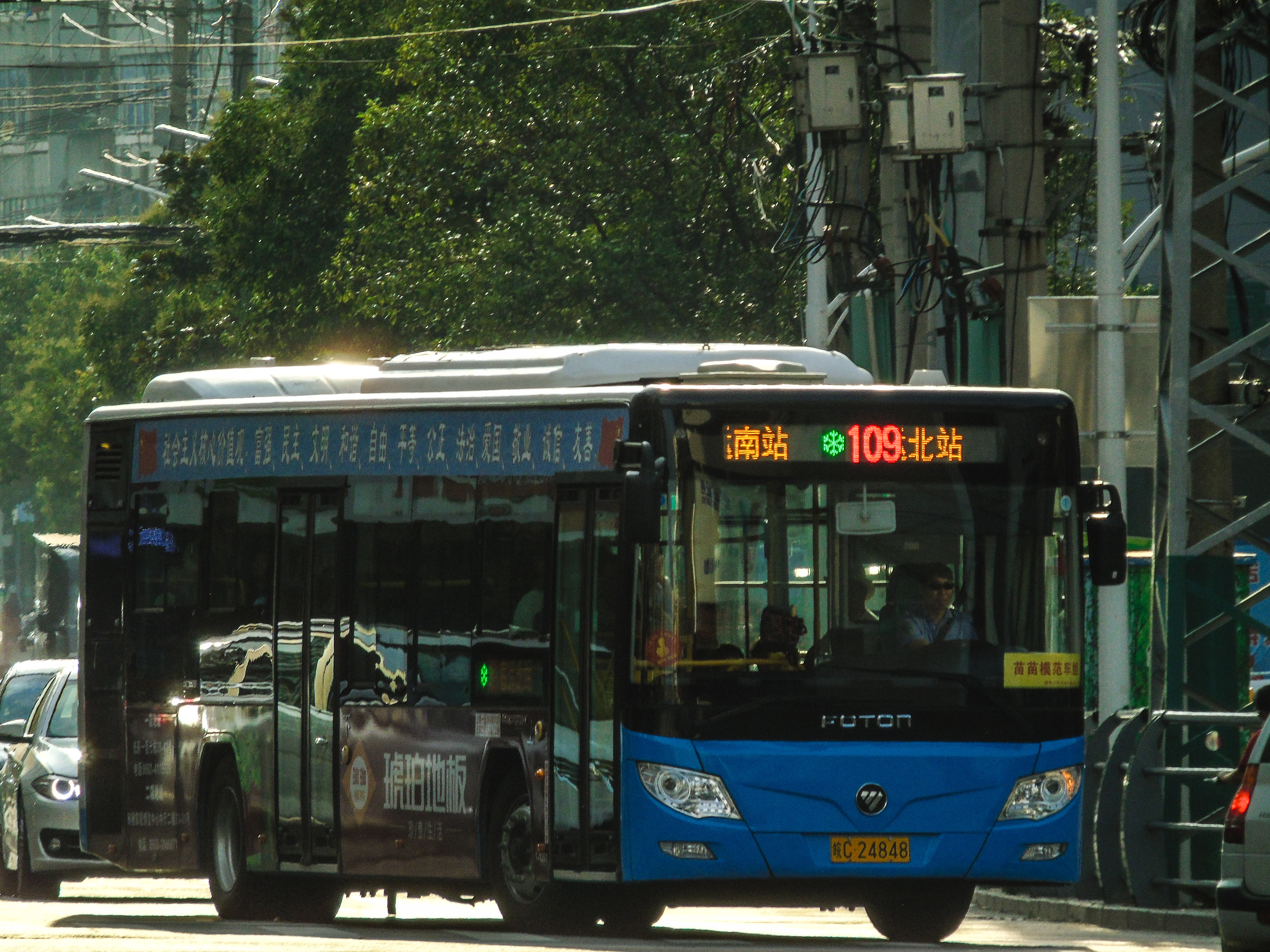
蚌埠公交109路在蚌埠火车站

### 途经站
往客运北站 ： 客运南站 - 工农路·光彩一路 - 工农路·万达广场 - 万达广场北 - 新城实验学校西 - 航苑路·广场五街 - 会展中心 - 中信银行 - 延安路·体育路 - 延安路·胜利路 - 津浦大塘东 - 第二人民医院 - 国强路·火车站 - 交通路·火车站 - 交通路·光明街 - 龙子湖区政府 - 市骨伤科医院 - 安徽禹王集团 - 九中 - 治淮路·解放路 - 交通局 - 通城国贸 - 行知中学 - 中华玉博园 - 客运北站
往客运南站 ： 客运北站 - 中华玉博园 - 行知中学 - 通城国贸 - 交通局 - 治淮路·解放路 - 九中 - 安徽禹王集团 - 市骨伤科医院 - 龙子湖区政府 - 交通路·光明街 - 交通路·火车站 - 国强路·火车站 - 第二人民医院 - 津浦大塘东 - 延安路·胜利路 - 延安路·体育路 - 中信银行 - 会展中心 - 航苑路·广场五街 - 新城实验学校西 - 万达广场北 - 工农路·万达广场 - 工农路·光彩一路 - 客运南站

### 换乘站
以下内容均统计自：蚌埠市公共交通集团有限公司营运线路一览表
- 客运北站 ： 111路 119路 135路 205路 218路
- 中华玉博园 ： 111路 119路 135路 205路 218路
- 行知中学 ： 111路 119路 135路 205路
- 通城国贸 ： 111路 112路 127路 202路 204路 205路 218路
- 交通局 ： 118路 111路 112路 120路 127路 127路 202路 204路 206路 K321路
- 治淮路·解放路 ：110路 111路 112路 202路 204路
- 九中 ： 110路 111路 112路 202路 204路
- 市骨伤科医院 ： 110路 111路 202路 204路
- 龙子湖区政府 ： 111路 202路 204路
- 交通路·光明街 ： 111路 202路 204路
- 交通路·火车站 ： 101路 103路 104路 107路 110路 112路 115路 118路 128路 204路 206路 207路 208路
- 国强路·火车站 ： 101路 103路 104路 107路 110路 112路 115路 118路 128路 204路 206路 207路 208路
- 第二人民医院 ： 101路 103路 104路 107路 110路 111路 112路 115路 118路 128路 微3路 204路 208路
- 津浦大塘东 ： 118路
- 延安路·胜利路 ： 102路 106路 123路
- 延安路·体育路 ： 102路 106路 123路
- 中信银行 ： 102路 106路 123路
- 会展中心 ： 102路 120路 123路
- 航苑路·广场五街 ： 121路
- 万达广场北 ： 126路
- 工农路·万达广场 ： 118路 123路
- 新昌南路 ： 118路 303路
- 客运南站 ： 118路 110路 130路 133路 136路 156路 微3路 303路 215路

## 票价
- 未持卡乘客普通车投币1元，空调车投币2元。
- 持普通电子钱包卡普通车0.9元/次，空调车1.8元/次。
- 持学生月票卡普通车0.18元/次，成人卡0.36元/次，空调车加1元。
- 持老人卡、拥军卡、爱心卡的乘客免费乘车。[12]

## 资料来源
1. ↑  .   [2017-07-16]. （原始内容存档于2017-08-01）.
2. ↑  .   [2017-07-16]. （原始内容存档于2017-08-02）.
3. ↑  .   [2017-07-16]. （原始内容存档于2017-08-07）.
4. ↑  .   [2017-08-07]. （原始内容存档于2020-10-31）.
5. ↑  .   [2017-08-07]. （原始内容存档于2019-07-24）.
6. ↑  .   [2017-07-16]. （原始内容存档于2019-07-24）.
7. ↑  .   [2017-07-16]. （原始内容存档于2019-07-23）.
8. ↑  .   [2017-07-16]. （原始内容存档于2017-07-31）.
9. ↑  .   [2017-07-16]. （原始内容存档于2019-11-29）.
10. ↑  2017年3月18日淮河晚报热点访谈 《气电混合公交“入列” 三条线路换新车》[永久]
11. ↑  .   [2017-07-16]. （原始内容存档于2017-07-08）.
12. ↑  .   [2017-07-16]. （原始内容存档于2018-03-09）.